# Salón del trono Abhisek Dusit
El salón del trono Abhisek Dusit (en tailandés: พระที่นั่งอภิเศกดุสิต; RTGS : Aphisek Dusit), ahora museo de Artesanía Tailandés es un antiguo salón del trono ubicado dentro del Palacio de Dusit en Bangkok, Tailandia, usado también para dar banquetes. Su construcción comenzó en 1903 y se completó en 1904 durante el reinado del rey Chulalongkorn. Fue diseño por Mario Tamagno.

## Historia
Fue el salón del trono que se construyó al mismo tiempo que la construcción del Palacio de Dusit. Es un edificio de una sola planta y está decorado con mucha madera entrelazada con el estilo de la arquitectura morisca y ubicado en el este de la Mansión Vimanmek. Fue creado por el rey Chulalongkorn después de su regreso del primer viaje real a Europa para ser usado como salón del trono, actos oficiales, como recibir embajadores extranjeros, y para dar banquetes.
En 1993, el Rey Bhumibol y la Reina Sirikit otorgaron permiso para renovarlo y exhibir arte y artesanías de la Fundación para la Promoción de Ocupaciones Complementarias y Técnicas Relacionadas de Su Majestad la Reina Sirikit o la Fundación Silapacheep y los coleccionables de la Reina Sirikit, incluyendo tejidos tradicionales y tallas de madera, seda tradicional 'Mudmee' y cerámica.

## Arquitectura
Es un ejemplo de casas de la arquitectura de pan de jengibre que ganó popularidad durante el reinado del rey Chulalongkorn. El embellecimiento se realizó con calados "Floral Pattern" y vidrieras en todo el edificio.